# 豹号鱼雷艇
豹号（德語：Leopard）是德国国家海军暨战争海军于1920年代中期建造的六艘1924（猛兽）级鱼雷艇的6号艇。它曾在1930年代末的西班牙内战期间数次执行不干预巡逻任务。二战期间，该艇于1940年4月在挪威战役占领卑尔根的行动中发挥了次要作用。当月月底，豹号被其所护航的布雷舰意外撞沉。

## 设计及装备
猛兽级鱼雷艇的设计源自前级猛禽级，其体型稍大、速度略快，但武器装备类似。豹号的水线长和全长分别为89米和92.6米，有8.65米的舷宽以及平均3.65米吃水深度；设计排水量为933吨，满载时则可达1,320吨。它由两台布朗-博韦里齿轮传动蒸汽轮机提供动力，各负责驱动一副直径为2.35米的三叶螺旋桨。过热蒸汽则由三台燃油水管锅炉供应，这使得它在23,000匹軸馬力（17,000千瓦特）额定功率下的设计航速为34節（63每小時）。该艇最多可贮存338吨燃料油，能够以17節（31每小時）的速度的巡航1,997海里（3,698）。艇只的标准船员编制为4名军官和125名水兵。
竣工时，猛兽级艇装备有三门105毫米28倍径速射炮作为主炮，一门位于艇艏前部，两门位于艇艉后部，从艏到艉依次编为1至3号炮。它们还在两座水面三联装挂架上安装有六具500毫米鱼雷发射管，并可携带多达30枚水雷。1931年后，这些鱼雷发射管被533毫米管取代，并增加了一对20毫米30式高射炮。豹号的105毫米炮则于1932年被替换为127毫米34式速射炮进行海试，之后获应用至1934级驱逐舰。

## 建造及服役

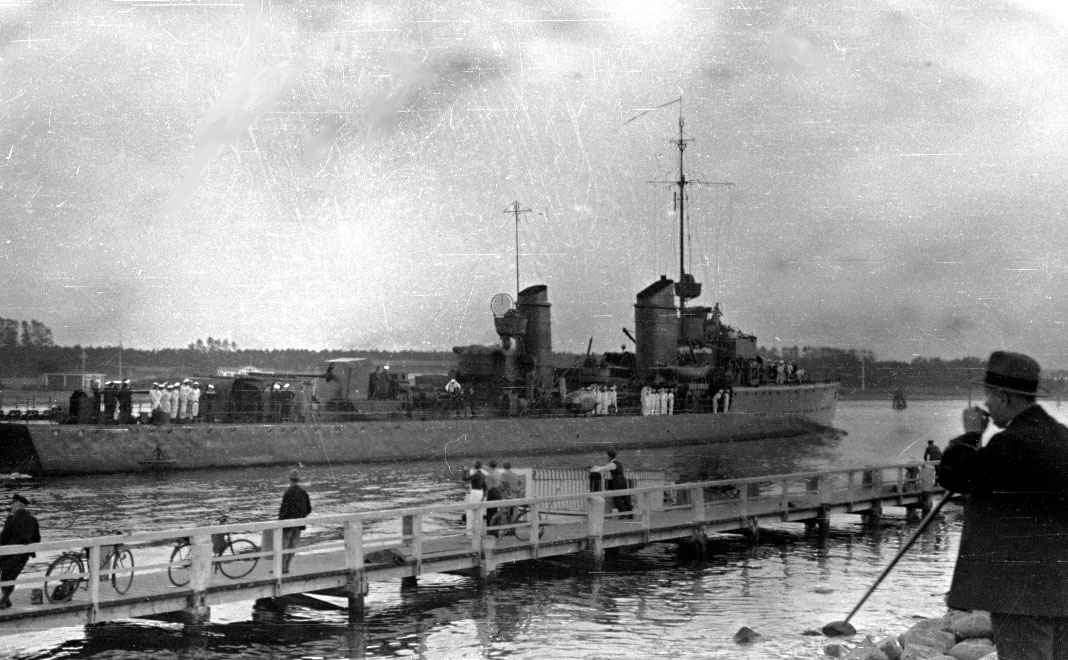
豹号在诺伊施塔特（1934年6月）

豹号自1927年5月4日起与姊妹艇美洲豹号一起在威廉港的国家海军造船厂铺设龙骨，建造序列为114。它们均于1928年3月15日与另两艘姊妹艇猞猁号和虎号共同下水，由时任国家海军舰队司令的海军中将伊万·奥尔德科普发表下水演说，并由玛丽昂·冯·拉费特主持为新艇命名——她的父亲、海军少校汉斯·冯·拉费特于1917年在担任原豹号辅助巡洋舰舰长时因被击沉而牺牲。由于舾装的延误，新豹号一直拖到1929年8月15日才投运，并被编入第3鱼雷艇半区舰队（3. Torpedoboots-Halbflottille），进而接受海试直到同年10月初。10月29日，在一次模拟突围演习中，它与战列舰石勒苏益格-荷尔斯泰因号相撞，无人受伤，但必须由其姊妹艇猞猁号拖至基尔。11月3日，该艇再从那里启航至威廉港，回到船厂完成修复。1930年4月2日至6月18日，豹号参加了舰队的地中海训练巡航。它于1932年10月1日停运，其在阵中的位置由鸡貂号取代。
1933年7月29日，豹号接替鱼雷艇海雕号重新投运，并接收了后者的全体船员。它此时被编入第2鱼雷艇半区舰队司职领舰。同年10月，该半区舰队直接受鱼雷艇首长指挥，并由豹号担任其指挥艇职能，直到1937年5月1日才由驱逐舰Z-1“莱贝雷希特·马斯”号取代。1936年7月，豹号首次与海雕号、信天翁号和猞猁号一同被外派至西班牙海域，以便在西班牙内战期间执行所谓的“不干预巡逻”，并参与国际海上封锁。它最初的主要任务是接送德国和其他国家的公民撤离至法国港口，其后又被部署至塞维利亚附近，并参与解救了驻马拉加的德国领事，直到8月20日回国。1936年10月至11月和1937年5月至6月，该艇再次跟随第2半区舰队前往西班牙，除常规巡逻外，半区舰队还在炮击阿尔梅里亚期间为主力装甲舰舍尔将军号提供屏护，并向敌对的岸基炮台开火。豹号的第四次西班牙部署是在1937年7月至10月。归国后，它于10月28日再次停运。
豹号第三次投运是在1939年3月29日，它被编入后任海军少将格奥尔格·沃厄麾下的第4鱼雷艇区舰队，并于1938年6月第五度前往西班牙海域执行部署，至同年8月回国。1939年3月，它作为武装部队的一份子参与了将梅默尔领地重新并入德意志国的行动，并负责将阿道夫·希特勒从驻扎在梅默尔附近的装甲舰德国号接载至当地港口。自1939年4月起，该艇跟随第4区舰队整合至第6鱼雷艇区舰队，而后者仍然由前第4区舰队的沃厄指挥。

### 第二次世界大战
第二次世界大战前夕，豹号受命监视波罗的海西部和东部的航运。战争爆发后，它的主要任务是为布雷舰自1939年9月3日起在北海布设防御性雷区提供支援。10月17日至19日，该艇与姊妹艇鸡貂号、狼号以及三艘驱逐舰在斯卡格拉克海峡巡逻，以检查中立国船只是否有搭载违禁品。11月13日，豹号担当轻巡洋舰科隆号和纽伦堡号的护航，而这两艘巡洋舰则为前往泰晤士河口执行布雷任务的驱逐舰提供支援。五天后，它又陪同莱比锡号与三艘从亨伯河口返回的驱逐舰会合。第6区舰队还于11月24日至25日在斯卡格拉克海峡执行了另一次违禁品巡逻。
1940年3月31日，豹号曾负责为穿越德意志湾的辅助巡洋舰亚特兰蒂斯号提供护航。而在次月“威悉演习行动”的挪威战役期间，它被编入海军少将胡贝特·施蒙特（旗舰为科隆号）麾下的第三集群，任务是攻占卑尔根港湾。在库克斯港接载了入侵部队士兵后，它与快速攻击艇护航舰卡尔·彼得斯号于4月8日独立前往与第三集群余部会合。施蒙特的舰艇接到命令，必须在4月9日黎明前登陆，于是它们于午夜时分驶入科斯峡湾。不久之后，一艘挪威巡逻艇发现了它们，并向挪威的岸防部队发出了警报。在接受识别时，所有舰艇都发出闪光信号，假扮它们是英国船只，但挪威人并没有被愚弄。施蒙特命令豹号在他于凌晨04:00左右进入通往卑尔根的城市峡湾之前担任领头舰。随后不久，岸上的克法芬炮台率先开火，然后是赫仑炮台，但它们均未击中领头舰，直到04:13目送德国人驶入卑尔根港湾，进而开始登陆其部队。
施蒙特考虑到他的轻型部队可能会遭到据报在北海活动的众多英国舰艇的反击，且它们也在英国轰炸机的巡航范围内，遂于4月9日傍晚率领科隆号、狼号和豹号离港。鱼雷艇在通过峡湾的过程中投下扫雷装置，切断了两枚浮出水面的水雷锚索。当收到有关英国舰艇出没在挪威海岸附近的进一步报告后，施蒙特担心自己会遭拦截，于是带领其部队驶入毛朗厄尔峡湾，并于凌晨02:00锚泊在那里。待夜幕再度降临时，施蒙特启程归国，至次日傍晚抵达威廉港。4月下旬，豹号与布雷舰普鲁士号一同前往斯卡格拉克海峡执行布雷任务。期间鱼雷艇的舵发生故障，直接冲向布雷舰的前方，两者于4月30日00:38相撞。普鲁士号撞上豹号的右舷艉部，导致后者3号和4号舱室进水，其侧面从2号舱室到舯部的艇体开裂。至01:55，豹号从2号舱室断成两半，沉没在57°27′N 05°31′E / 57.450°N 5.517°E处。